# Крейґ Джонсон (тенісист)
Крейґ Джонсон (англ. Craig Johnson; нар. ) — колишній американський тенісист.
Найвищу одиночну позицію світового рейтингу — 318 місце досяг 13 серпня 1990, парну — 281 місце — 23 липня 1990 року.

## Фінали ATP Челленджер

### Парний розряд: 1 (0–1)
| Результат | Дата     | Турнір     | Покриття | Партнер        | Суперники             | Рахунок  |
| --------- | -------- | ---------- | -------- | -------------- | --------------------- | -------- |
| Поразка   | Жов 1989 | Пекін, КНР | Тверде   | Браян Девенінг | Зішан Алі Брюс Дерлін | 4–6, 4–6 |